# Georges Stein
Georges Stein, pseudonyme de Séverin Louis Stein, né le 12 février 1864 à Paris et mort en 1917 à Genève, est un peintre, aquarelliste, dessinateur et illustrateur français.

## Biographie
Issu d'une famille d'origine luxembourgeoise, Georges Stein est le fils de Marc-Séverin, relieur, et de Barbe Kintziger, son épouse. Il naît et grandit à Paris. Il est élève de Jules Lefebvre et de Gustave Boulanger,,.
Peintre de paysages urbains, il appartient à la génération des artistes qui ont représenté les rues de Paris à la Belle Époque tels Eugène Galien-Laloue, Louis Abel-Truchet ou Édouard Cortès. Ses œuvres sont empreintes de spontanéité, dynamisme et mouvement, donnant ainsi la sensation aux spectateurs de participer aux scènes observées. Sous l’influence de Jean Béraud, il travaille notamment le traitement de la lumière pour traduire l’agitation de la vie parisienne. Il peuple ses tableaux de femmes élégantes pressées par leurs occupations quotidiennes. Il est connu pour ses vues de Paris et de Londres, mais aussi de Melun et Vichy, et en Suisse de Berne, Lausanne et Genève.
En 1906, alors qu'il s'est établi à Montigny-sur-Loing, comme de nombreux peintres attirés par la qualité des paysages et de la lumière, il expose au Salon des indépendants où il présente huit tableaux.
Répondant à une commande effectuée en 1910 par Léon Roubot, directeur de l'Élysée-Palace, Georges Stein réalise un ensemble de quatre grandes toiles pour le décor de ce nouveau casino de Vichy. Ces quatre vues monumentales témoignent de la vogue des
stations thermales et des loisirs qu’elles proposent à la société de la Belle Epoque : promenades en calèches, fréquentation des brasseries, du casino ou du champ de course.
Il est membre de la Société des artistes français et expose au Salon de 1912 à 1914, période pendant laquelle il réside à Melun,,.
En 2021, la municipalité de Melun a décidé de donner le nom de Georges Stein à une nouvelle rue de la ville.

## Salons
- Salon des indépendants :
  - 1906, 22e exposition[8] :
    - Parisienne (effet de nuit)
    - La rue Auber au crépuscule
    - Promenade des Anglais à Nice
    - Le Quai de la Tournelle
    - Brouillard sur la Seine
    - Coin de forêt (Fontainebleau)
    - La rue de Sèvres
    - Boulevard des Italiens, pastel
- Salon des artistes français :
  - 1912, 130e exposition officielle[14],[4] : 
    - Le Pont de Westminster à Londres

  - 1913, 131e exposition officielle[15] : 
    - La route de Turin à Nice, aquarelle
    - Crépuscule parisien, aquarelle rehaussée

  - 1914, 132e exposition officielle[16] :
    - Soleil d'hiver à Nice
    - Dans la forêt de Fontainebleau
    - Sur le pont des Saints-Pères - crépuscule, aquarelle rehaussée
    - Crépuscule d'hiver, aquarelle rehaussée

## Expositions
- Exposition de la Société des Arts de Seine-et-Marne, 1914, 8e exposition.
- Échappées bucoliques, Médiathèque Valery Larbaud, Vichy, 2009 :
  - L'arrivée des calèches et Fête des Fleurs devant la source des Célestins à Vichy, huile sur toile, 130 x 195 cm, Collection particulière.

## Œuvres dans les collections publiques
- Paris, musée Carnavalet :
  - Cavaliers et attelages, avenue du Bois, huile sur toile, 80 × 58 cm ;
  - Grands magasins du Pont-Neuf, Paris, Jouets, Étrennes 1899, affiche, 131 × 94 cm.
- Melun, musée d'Art et d'Histoire : 
  - Le Marché aux fleurs à Paris ;
  - La Place de l'Opéra le soir, pastel ;
  - Trois toiles relatives au pont aux Fruits[17] :
    - Vue de la Seine depuis la promenade de Vaux, huile sur toile ;
    - Le Pont aux Fruits le soir, huile sur toile (dédiée « À Monsieur Émile Gaulard, bien affectueusement. G. Stein » et signée « SEVER LUD GEORGES STEIN. MELUN ») ;
    - Le Pont de Melun, huile sur toile.

Œuvres de Georges Stein, localisations inconnues
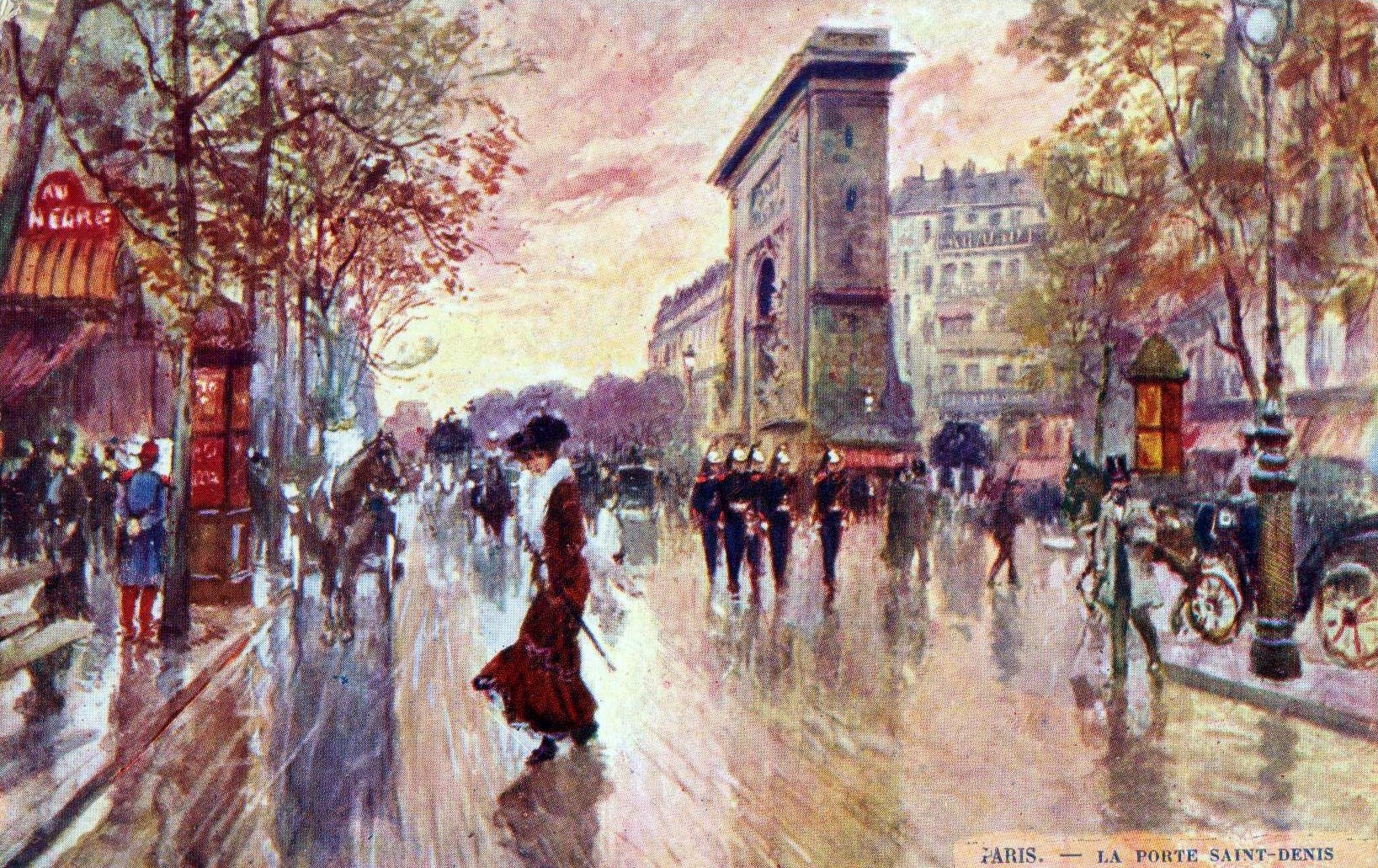
Paris. La porte Saint-Denis, vers 1905
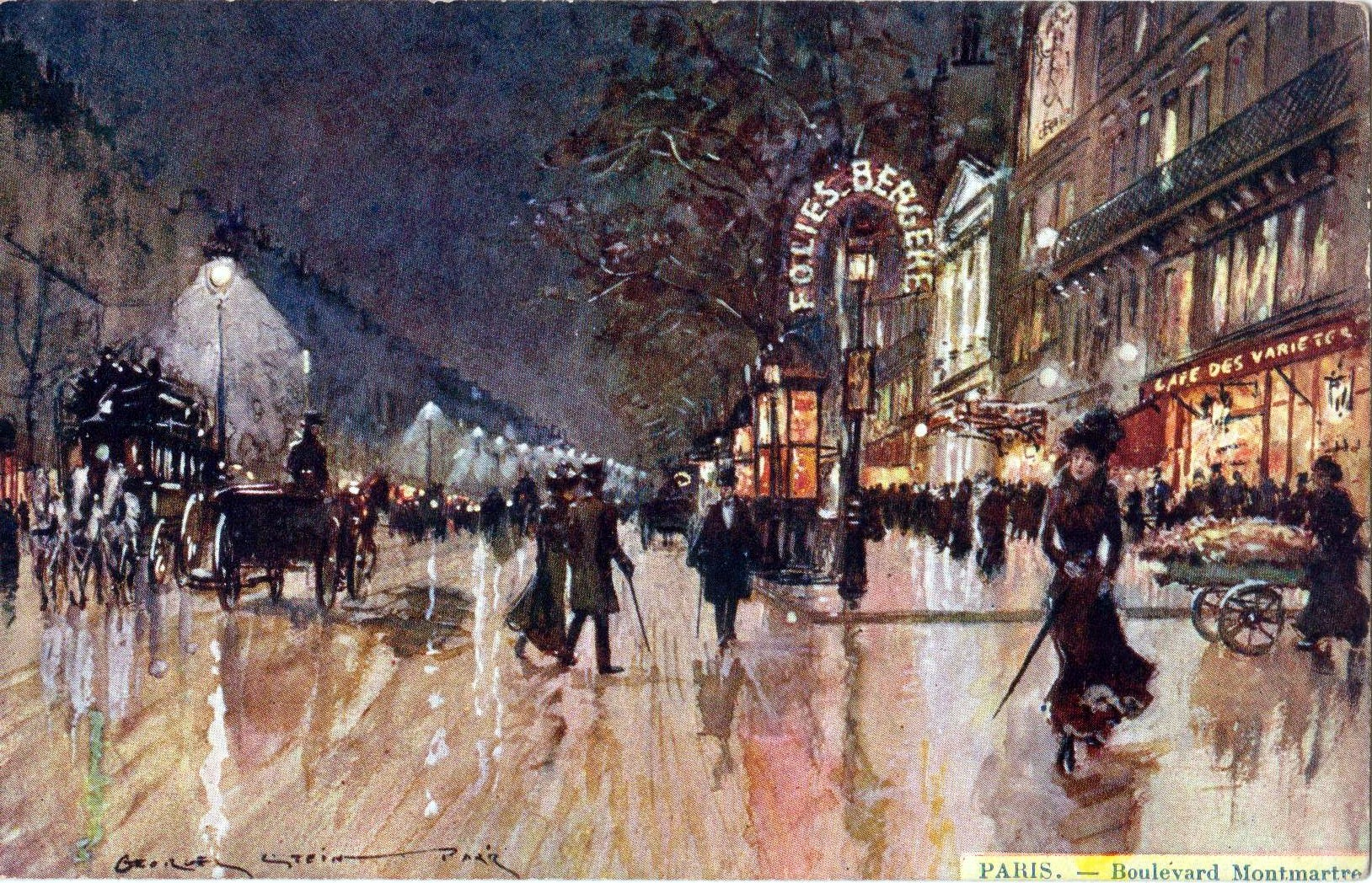
Paris. Boulevard Montmartre, vers 1910.
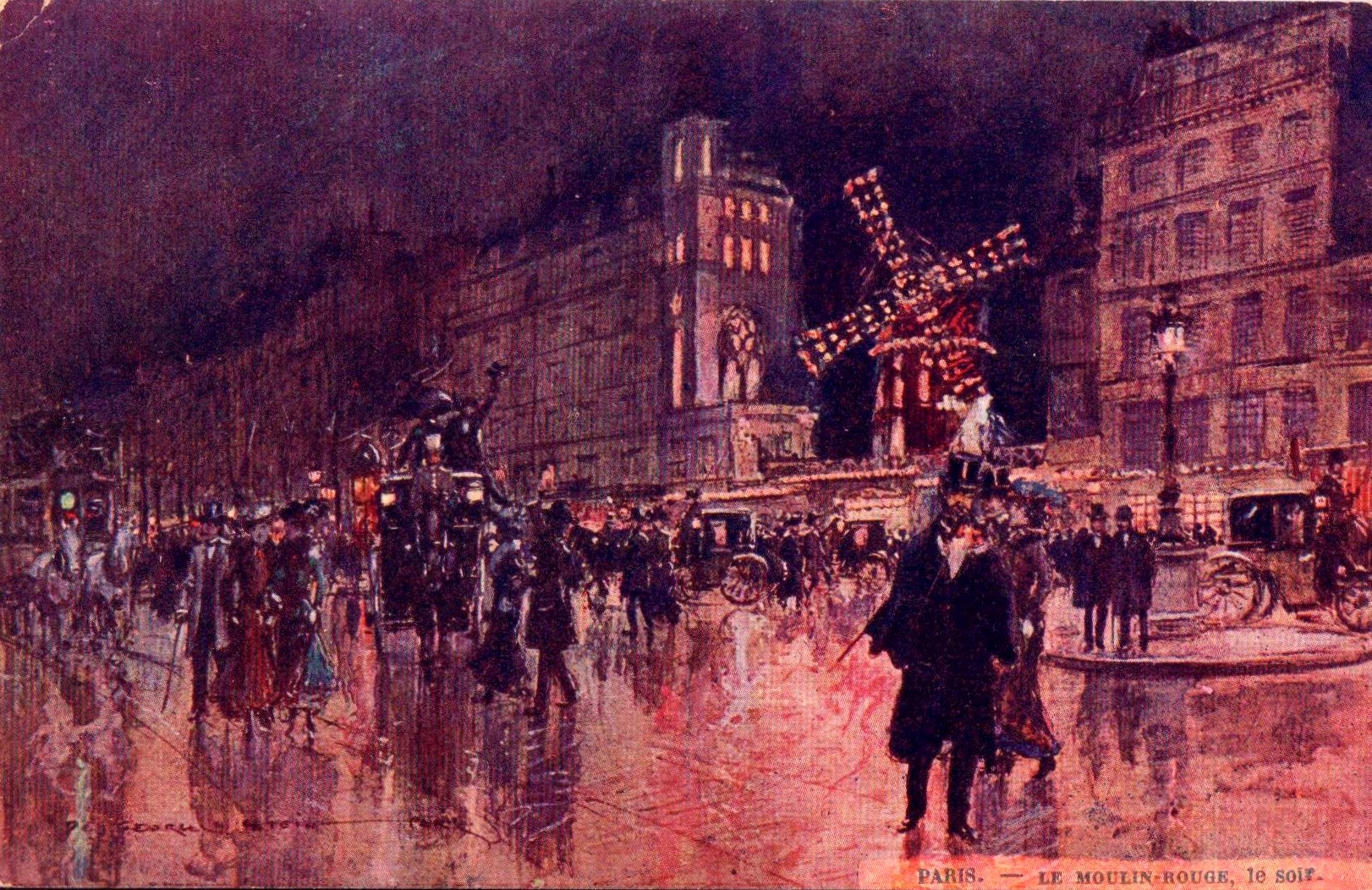
Paris. Le Moulin Rouge, le soir, vers 1910.
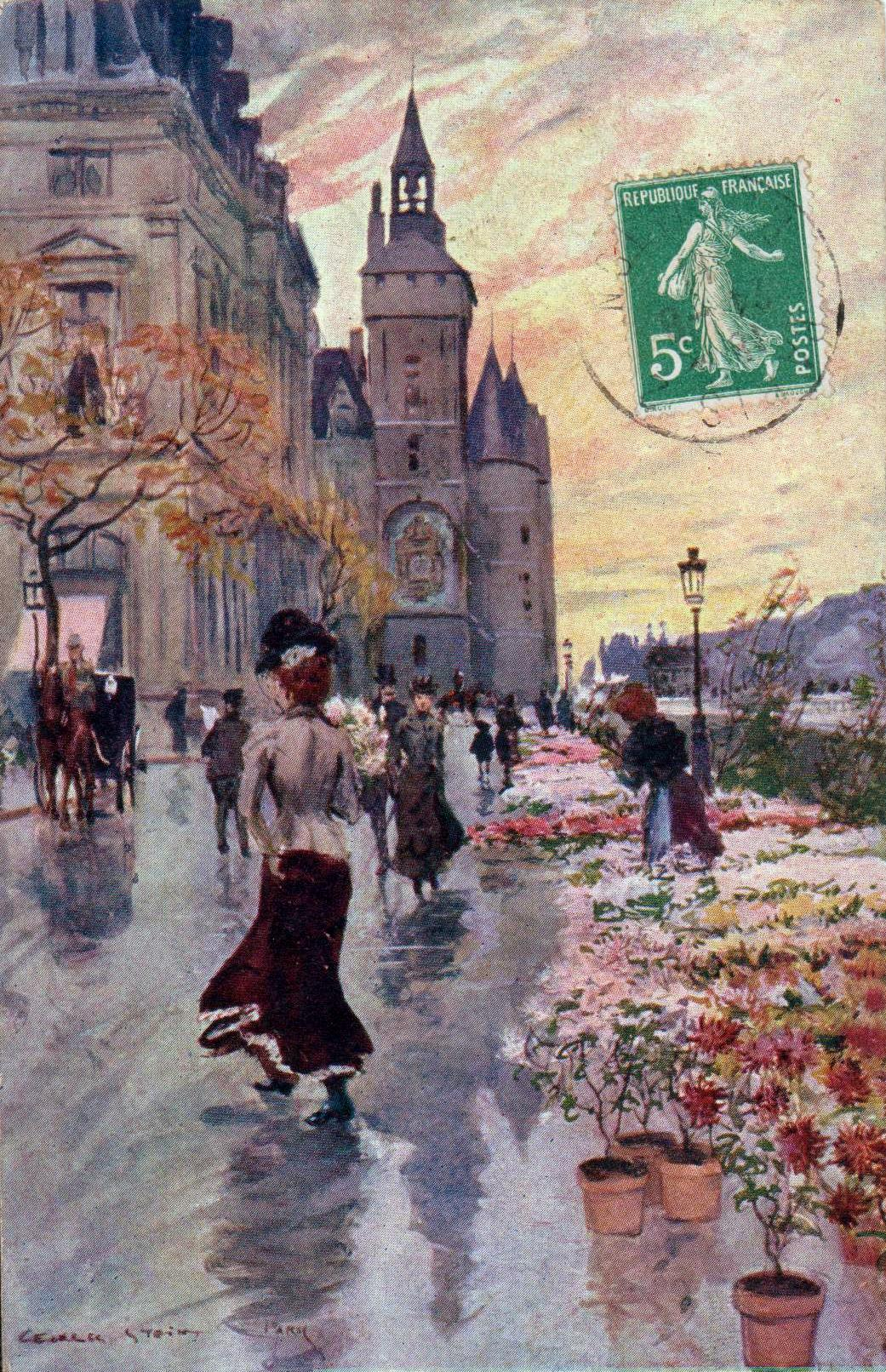
Paris. Conciergerie et marché aux fleurs, vers 1911.
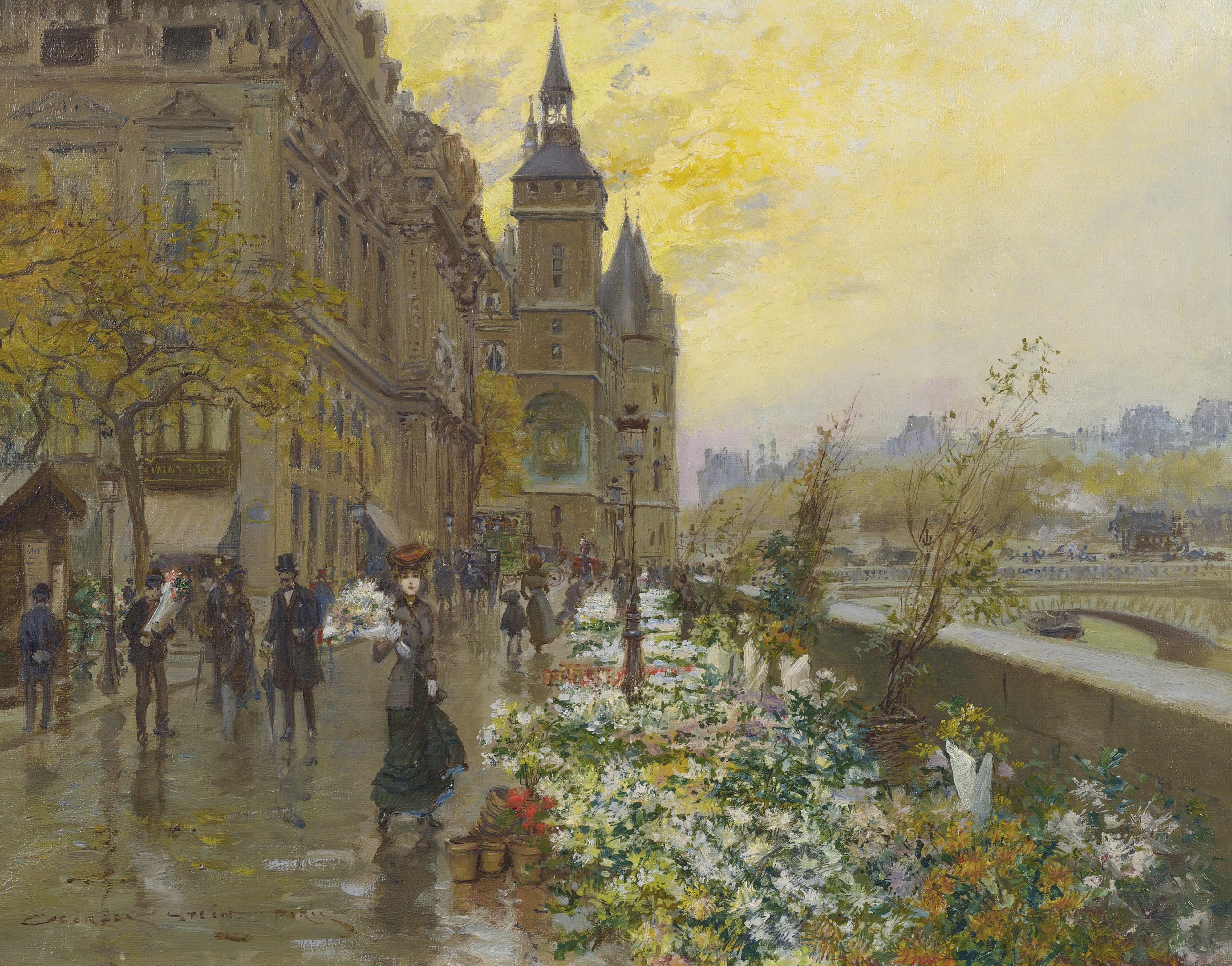
Paris. Le Marché aux Fleurs (quai de la Corse), huile sur toile, 43,2 × 54,6 cm.
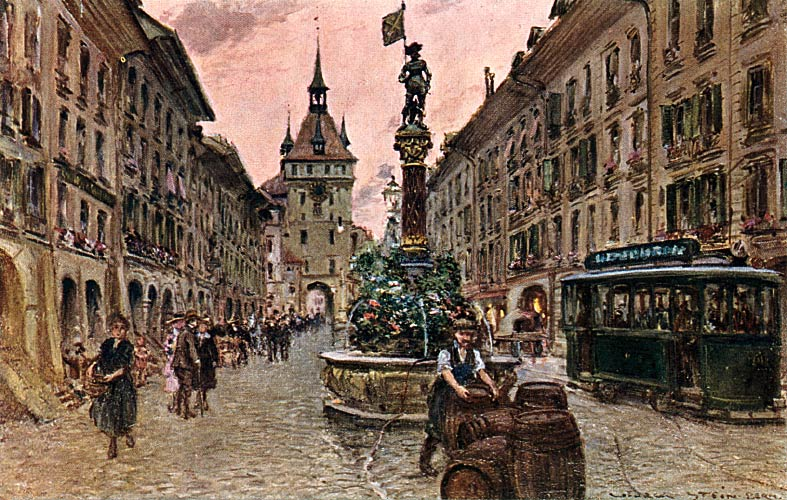
Berne. Marktgasse et Käfigturm.
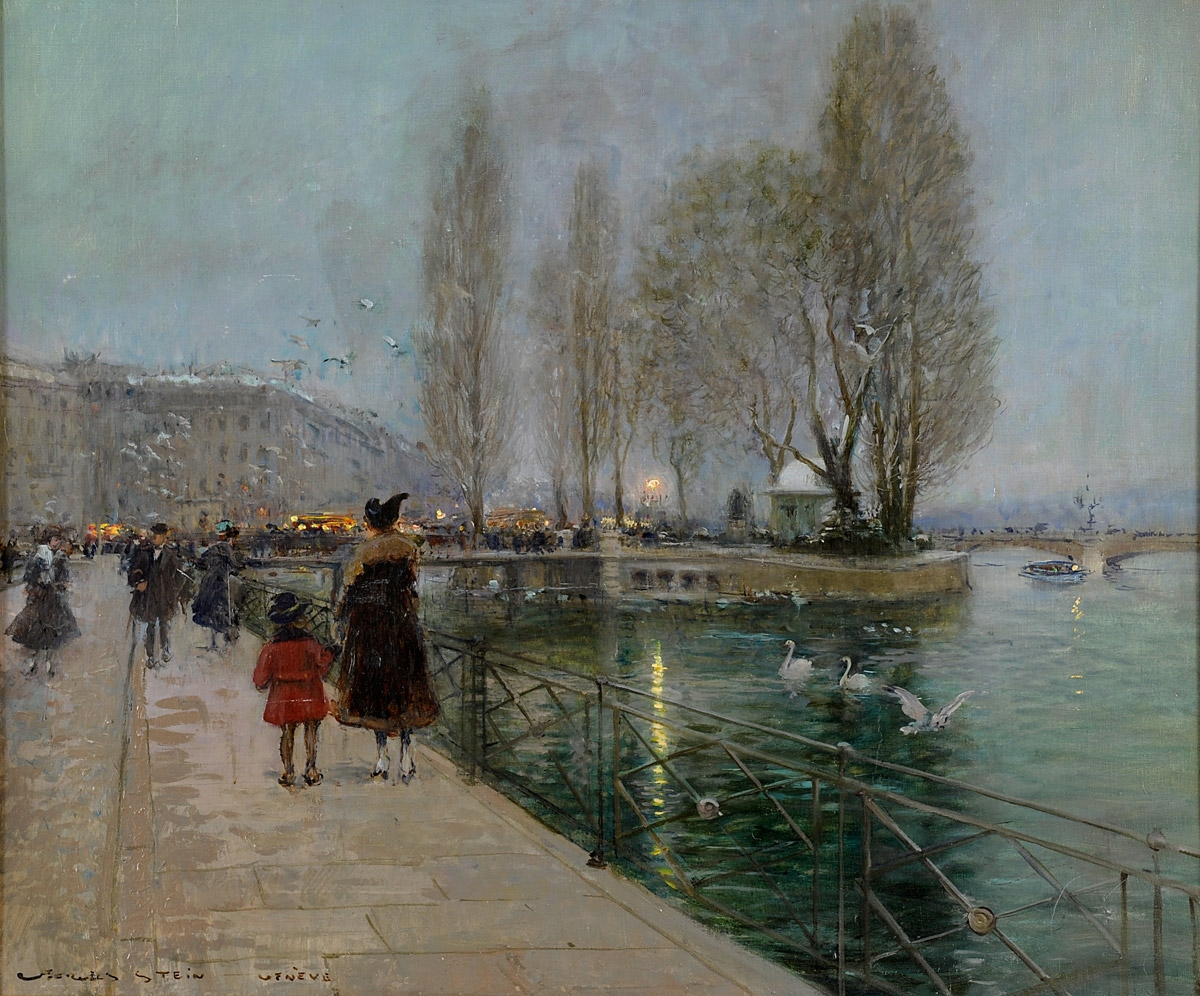
Genève. Journée d'hiver au lac Léman (Île Rousseau), huile sur toile, 55 × 65 cm.
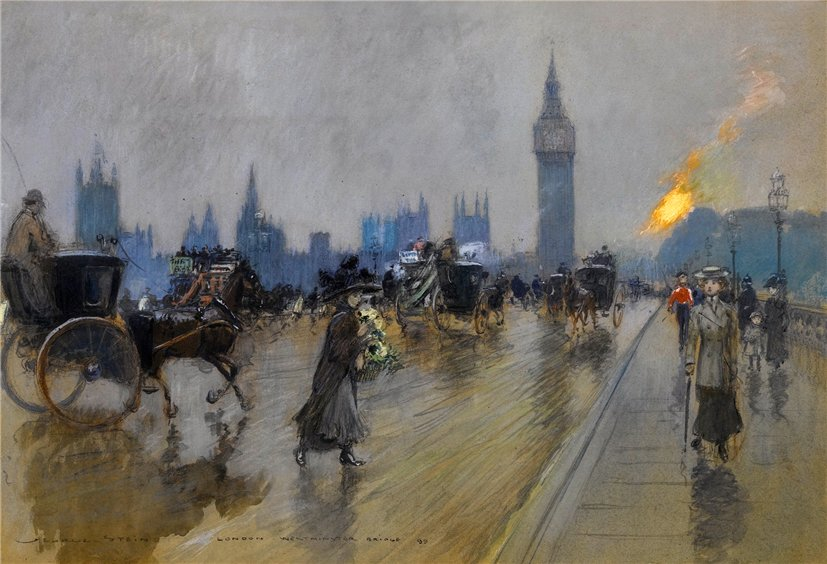
Londres. Le pont de Westminster, gouache, 27,4 cm x 39,1 cm

## Publications
En tant qu'illustrateur ou décorateur :
- Rachilde, À mort (illustrateur avec Ferdinand Lunel et Eugène Grasset), Paris, Éditions Monnier et Compagnie, 1886.
- Paul Arène, Jean-Bernard, Jules Claretie, Alphonse Daudet, C. Delon, Hector France, Camille Lemonnier, Lugol, Catulle Mendès, Louis Mullem, Henri Passerieu, Edmond Picard, Ernest Pouvillon, Marie Sever des Moulins, Armand Silvestre, Maurice Talmeyr, Le livre de Pochi écrit pour Judith Cladel et ses petites amies (illustrations de Ary Gambard et Ferdinand Lunel, décorations de Louis Galice et Georges Stein), Paris, Éditions Monnier, de Brunhoff et Compagnie, 1886.
- Léo Claretie, Les Grands boulevards (illustrations de Georges Stein, Luc Barbot, Dagnaux, Redon, etc.), Bibliothèque universelle, 1897.